# Пшевуз (Битівський повіт)
Пшевуз (пол. Przewóz, нім. Pschywors, 1934-45: Adolfsheide) — село в Польщі, у гміні Студзениці Битівського повіту Поморського воєводства.
Населення — 187 осіб (2011).
У 1975-1998 роках село належало до Слупського воєводства.

## Демографія
Демографічна структура станом на 31 березня 2011 року:
|          | Загалом | Допрацездатний вік | Працездатний вік | Постпрацездатний вік |
| -------- | ------- | ------------------ | ---------------- | -------------------- |
| Чоловіки | 96      | 23                 | 65               | 8                    |
| Жінки    | 91      | 17                 | 53               | 21                   |
| Разом    | 187     | 40                 | 118              | 29                   |